# Aroma SA
Aroma SA ist ein weinverarbeitender Betrieb in der Republik Moldau und wurde im Jahr 1898 gegründet. Die Weinbrandproduktion ist in der Region Codru von Moldau konzentriert. Das Hauptprodukt von Aroma SA ist Divin. Divin ist die in Moldau geschützte Ursprungsbezeichnung (g. U.) für Weinbrand, der mittels traditioneller charentaiser Technologie der Cognacproduktion hergestellt wird.
Ebenfalls vertrieben werden alte Weinbrände unter den Markennamen Ambasador Aroma (40 Jahre), Dacia (25 Jahre), Basarabia (15 Jahre), Kischinau (zehn Jahre) und Moldova (sieben Jahre). Die Konsumqualitäten sind Tschernij Aist (fünf Jahre), Moldaskiy Aist (vier Jahre) und der dreisternige Divin.
Die Weinproduktion vinifiziert Weine aller Geschmacksrichtungen – trockene, halbtrockene, liebliche und verstärkte Dessert- und Aromaweine. Eine computerisierte Abfüllanlage mit einer Leistung von 12.000 Flaschen/h kann im Warmfüllbetrieb wie im Kaltsterilfüllbetrieb arbeiten. Die Flaschen werden mittels Ozon entkeimt. Ein Anteil von 40 % der Produktion wird in die GUS-Länder sowie Israel, Lettland, Estland und Litauen exportiert.